# 行合橋
行合橋（ゆきあいばし）は、福島県郡山市の阿武隈川に架かる福島県道65号小野郡山線の道路橋である。

## 概要
- 全長：206.5m
  - 主径間：40.6m
- 幅員：14.0m[1]
- 形式：5径間鋼単純合成鈑桁橋
- 竣工：1969年
- 施工：川田工業[2]

郡山市中心市街地東部にて一級水系阿武隈川を渡る。東詰は水門町、西詰は石渕町に位置する。現在の橋は1969年に架け替えられたもので、橋は2車線で供用されている。直下流側（北側）には行合水管橋が並行して架設されている。西詰の直上流側（南側）には国土交通省により河川情報表示板とライブカメラが設置されており、付近の水位状況が発信されている。東詰、西詰ともに信号交差点となっており、東詰は水門町交差点であり、郡山中央工業団地の入り口として機能しているため交通量が多い。東詰は堤防道路との十字路となっているほか、すぐ西側では内環状線との十字路もあり、信号交差点が連続する。

## 沿革
- 江戸時代 - 当地付近に行合の渡しとして渡船場が設置される。
- 1929年10月 - 先代の橋梁がかけられる。
  - 全長：189 m
  - 幅員：4.9 m
  - 形式：16径間RCT桁橋[3]
- 1969年 - 現在の橋梁に架け替えられる。

## 周辺
- 行合水管橋・行合橋中継ポンプ場
- 水門町公園
- テクノアカデミー郡山
- 郡山中央工業団地
- 郡山市立芳賀小学校